# 青山英男
青山 英男（あおやま ひでお、1939年2月16日 - ）は、日本の税理士、実業家、会計学者（財務会計学）。税理士法人青山&パートナーズ代表、LCホールディングス株式会社取締役会長、株式会社ロジコム取締役会長、静岡県立大学名誉教授。
青山会計事務所所長（初代）、大阪学院大学商学部講師、大阪学院大学経済学部教授、静岡県立大学経営情報学部教授、株式会社ロジコム代表取締役社長（初代）、静岡県立大学大学院経営情報学研究科研究科長（初代）、松蔭大学経営文化学部教授などを歴任した。

## 概要

### 生い立ち
1939年生まれ。
立教大学経済学部を卒業し、立教大学大学院在籍中に税理士試験、公認会計士試験二次試験に合格した。

### 研究活動
大阪学院大学に採用され、商学部の講師や経済学部の教授を務めた。1987年、静岡県立大学に転じ、経営情報学部の教授を務めた。また、静岡県立大学の評議員や大学院経営情報学研究科の研究科長を歴任した。退任時、静岡県立大学より名誉教授の称号を授与されている。松蔭大学でも経営文化学部にて教授を務め、大学院経営管理研究科の教授も兼任している。

### 実業活動
1967年、青山会計事務所を設立し、所長として税理士業務や公認会計士業務に携わった。また、不動産業を営むフォルザインターナショナルでは監査役を務めた後に社長に就任し、その後継企業であるロジコム（現・LCホールディングス）では社長兼最高経営責任者として活動した。2007年には青山会計事務所を法人化し青山&パートナーズを設立した。また、グレース八千代取締役、本荘監査役、ヒューネット取締役、監査役といった役職も歴任した。

## 人物
「株主様には最低の約束を行い、そこのところは守っていくけれども、株主様にすり寄るようなIRは基本としてやりたくない」としており、株主だけでなく債権者や従業員を含めた全てのステークホルダーに対し適切な成果配分を行う企業を理想としている。また、「情報のタイムリー性と客観性、信頼性が大切である」として、青山が経営するロジコムでは株式公開実施前から監査報告や税務申告などをウェブサイトで全面的に開示していた。

## 所属団体
- 東京税理士会
- 公認会計士協会東京会

## 著作

### 単著
- 青山英男著『株式会社財務会計の理論』（成文堂、1971年）
- 青山英男著『障害者雇用コスト論研究序説――障害者就労経営の基礎的分析』（日本図書刊行会、1997年）ISBN 489039799X

### 共著
- 久保木康晴・青山英男共著、青山楚一監修『会社実務会計』（文雅堂銀行研究社、1964年）
- 久保木康晴・青山英男共著、青山楚一監修『社会実務会計』（文雅堂、1964年）
- 青山楚一・青山英男共著『複式簿記原理』（税務経理協会、1966年）
- 青山英男・大宮知之共著『近代実務会計』（白桃書房、1970年）
- 品田誠平・青山英男共著『伝票式原価計算』（税務経理協会、1970年）
- 青山英男・大宮知之共著『近代実務会計』（白桃書房、1972年）

### 編著
- 青山英男・小島茂編著『情報社会と経営』（文眞堂、1997年）ISBN 4830942622
- 青山英男・大坪檀編著『続・情報社会と経営』（文眞堂、1998年）ISBN 4830943149